# Chrysolina stachydis
Chrysolina stachydis es un coleóptero de la familia Chrysomelidae.
Fue descrita científicamente en 1839 por Genè.